# ウィリアム・ボーンの潜水艇

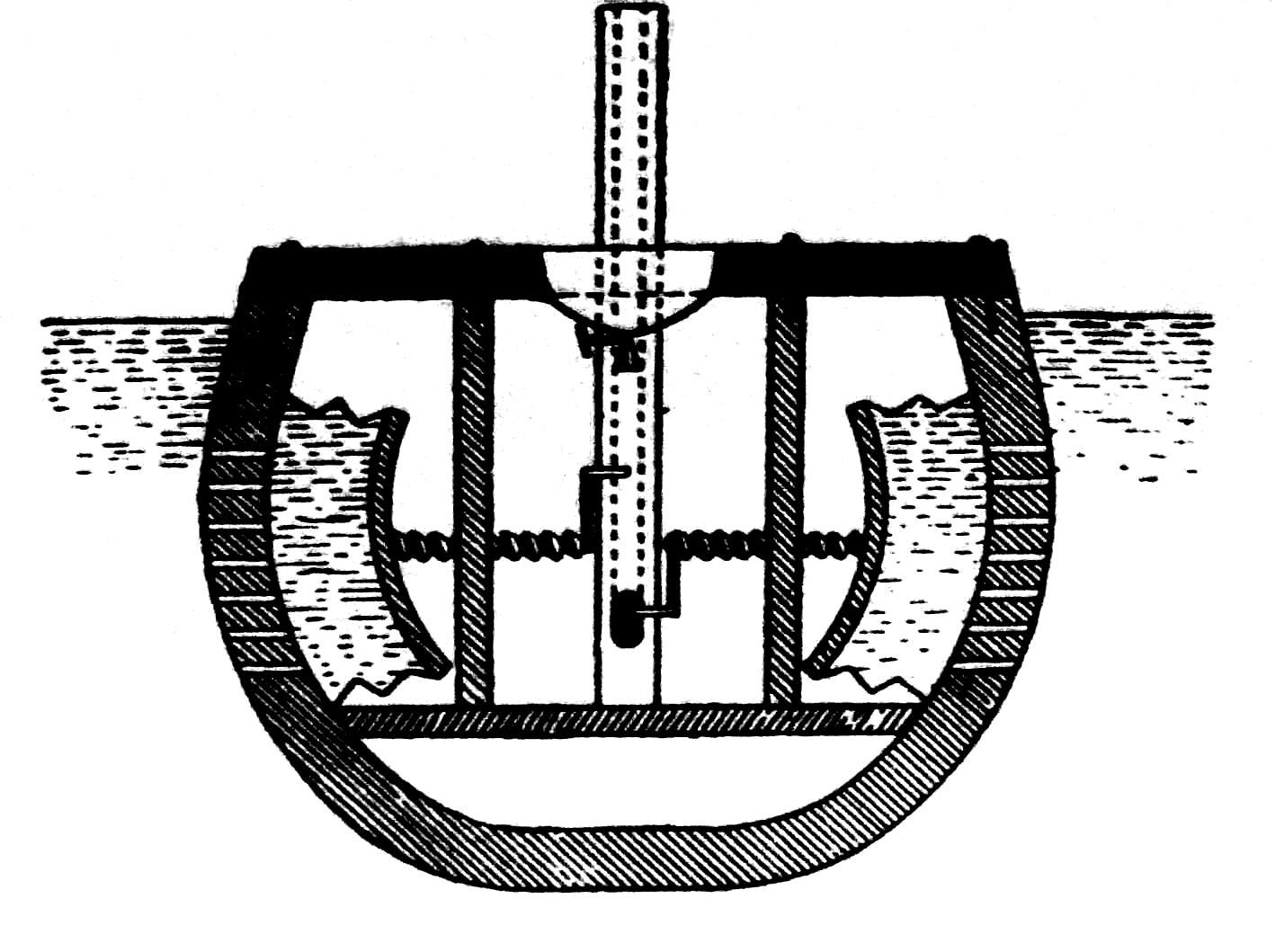
潜水艇の図面

ウィリアム・ボーンの潜水艇とは、近世に構想された潜水艇である。英国人の数学家、居酒屋店長および元英国海軍砲手のウィリアム・ボーン（William Bourne, 1535年–1582年）が1578年に出版した著作「発明と考案」（Inventions and Devises）にて、その設計構想と図面が記載された。
彼が構想した潜水船は、骨格は木製で、耐水性のある革で覆われていた。また、櫂で漕ぐことにより水中を推進した。これらの構想はかなり大雑把なもので、実際に建造されることは無かった。しかし、「櫂によって推進する潜水艇」というボーンの概念は後世に影響を与えた。
1620年に、コルネリウス・ドレベルはこの構想を元に潜水艇を製作した。また、1729年のナサニエル・サイモンズの潜水艇などにその影響が見られる。